# Nicholas Nickleby (film 2002)
Nicholas Nickleby è un film del 2002 diretto da Douglas McGrath, tratto dall'omonimo romanzo di Charles Dickens.
L'attore Charlie Hunnam interpreta il ruolo di Nicholas Nickleby, ragazzo che dopo la morte del padre deve salvare la famiglia dalla povertà più assoluta.

## Trama
Nicholas Nickleby nasce e cresce in una onesta e benestante famiglia nel Devonshire, insieme al padre, la madre e la sorella Kate. Alla prematura morte del padre, la famiglia si trova in pesanti difficoltà economiche e si reca a Londra per chiedere aiuto al perfido e avido zio Ralph, fratello del defunto, divenuto ricco con la sua attività di speculazione sugli investimenti di denaro di alcuni ricchi londinesi.
Lo zio invia Nicholas a fare da insegnante in un collegio lontano da Londra, Dotheboys Hall, e sistema la cognata e la nipote in un piccolo appartamento, e mandando Kate a fare da apprendista da una sarta. Il collegio è diretto da Mr. Squeers e dalla moglie, due personaggi biechi e crudeli che maltrattano i bambini affamandoli e malmenandoli e facendoli vivere nel terrore. Bersaglio di particolare durezza da parte loro è Smike, un ragazzo claudicante costretto a fare da sguattero perché nessuno paga più la sua retta. Ben presto Nicholas si ribella a questa situazione e lascia il collegio, portando con sé Smike.
I due sulla loro strada incontreranno prima John Browdie che si complimenta con Nicholas per il coraggio di affrontare Mr. Squeers e li aiuta con del denaro e poi Vincent Crummles, proprietario di una compagnia teatrale che li accoglie proponendo loro di recitare e a Nicholas anche di contribuire come autore.
Nel frattempo a Londra Kate subisce delle umiliazioni a causa dello zio, che la espone ai pesanti corteggiamenti di un ricco cliente, Mr. Hawk. Avvertito dei problemi della sorella da Newman Noggs, maggiordomo indisciplinato e ribelle dello zio Ralph, Nicholas si precipita insieme a Smike a Londra per proteggerla, affrontando lo zio e ripudiandolo.
Nicholas si mette di nuovo alla difficile ricerca di un lavoro e dopo vari insuccessi incontra i generosi fratelli Ned e Charles Cheeryble, che lo accolgono e gli offrono un ottimo stipendio. Grazie a loro riuscirà ad approfondire la conoscenza di Madeline Bray, una ragazza conosciuta per caso e di cui si è invaghito.
Ma Ralph Nickleby  cerca vendetta per la disobbedienza e l'atteggiamento ribelle di Nicholas e insieme a Mr. Squeers organizza il rapimento di Smike, che però viene liberato grazie all'aiuto di John Browdie che si trova a Londra in viaggio di nozze.
Smike presto si ammala di tubercolosi e Nicholas per curarlo lo porta nella casa dove è cresciuto con la sua famiglia e lo assiste fino alla morte. Lo farà seppellire accanto al padre, sotto un grande albero vicino alla casa.
Tornato a Londra scopre che lo zio Ralph, per colpirlo ancora una volta, ha combinato il matrimonio di Madeline con Mr. Hawk promettendo al padre della ragazza gravemente ammalato di cancellare, in cambio della promessa di matrimonio, tutti i debiti che hanno in sospeso. Ma questi muore, l'accordo con Ralph decade e Nicholas porta con sé Madeline alla quale dichiara il suo amore, corrisposto.
Lo zio Ralph ha un segreto inconfessabile, che alla fine viene alla luce, grazie all'intervento di Mr. Brooker, ex-socio di Ralph da lui ridotto in rovina. 
Si era sposato in gran segreto con una ragazza, tenendolo nascosto al padre di lei per avidità, perché voleva arrivare al suo patrimonio e temeva che questi cambiasse il testamento, conoscendo la sua fama. Per mantenere questo segreto allontanò la moglie incinta, la fece partorire in segreto e sequestrò il bambino, tenendolo imprigionato per anni in una soffitta senza cure e malnutrito, quando i medici dissero che sarebbe morto se ne liberò affidandolo a Mr. Brooker che lo portò a Mr. Squeers nel suo collegio. 
Questo bambino era Smike. 
Divorato dal rimorso Ralph si impicca. 
Nicholas sposa Madeline lo stesso giorno che sua sorella Kate si sposa con il nipote dei fratelli Cheeryble.

## Riconoscimenti
- National Board of Review Awards 2002
  - Miglior cast